# Guanyang
Der Kreis Guanyang (chinesisch 灌阳县, Pinyin Guànyáng Xiàn; Zhuang Gvan'yangz Yen) ist ein Kreis in dem chinesischen Autonomen Gebiet Guangxi der Zhuang. Er gehört zum Verwaltungsgebiet der bezirksfreien Stadt Guilin. Guanyang hat eine Fläche von 1.833 km² und zählt 244.200 Einwohner (Stand: 2018). Sein Verwaltungssitz ist die Großgemeinde Guanyang (灌阳镇).

## Administrative Gliederung
Auf Gemeindeebene setzt sich der Kreis aus drei Großgemeinden und sechs Gemeinden (davon zwei der Yao) zusammen. 